# São Vicente Ferrer (Maranhão)
São Vicente Ferrer – miasto i gmina w Brazylii leżące w stanie Maranhão. Gmina zajmuje powierzchnię 381,024 km². Według danych szacunkowych w 2016 roku miasto liczyło 20 800 mieszkańców. Położone jest około 80 km na południowy zachód od stolicy stanu, miasta São Luís, oraz około 1700 km na północ od Brasílii, stolicy kraju. 
W 2014 roku wśród mieszkańców gminy PKB per capita wynosił 5464,53 reais brazylijskich.